# The Latest in Garters
The Latest in Garters è un cortometraggio muto del 1910. Il nome del regista non viene riportato nei credit.

## Produzione
Il film fu prodotto dalla Essanay Film Manufacturing Company. Venne girato negli Essanay Studios al 1333-45 W. Argyle Street di Chicago, città nella quale la casa di produzione aveva la sua sede.

## Distribuzione
Distribuito dalla Essanay Film Manufacturing Company, il film - un cortometraggio di 160 metri - uscì nelle sale cinematografiche USA il 27 aprile 1910. Nelle proiezioni, veniva programmato con il sistema dello split reel, accorpato in un'unica bobina con un altro cortometraggio prodotto dall'Essanay, la commedia Flat to Rent.